# Lupinus arizonicus
Lupinus arizonicus là một loài thực vật có hoa trong họ Đậu. Loài này được (S.Watson) S.Watson miêu tả khoa học đầu tiên.

## Hình ảnh

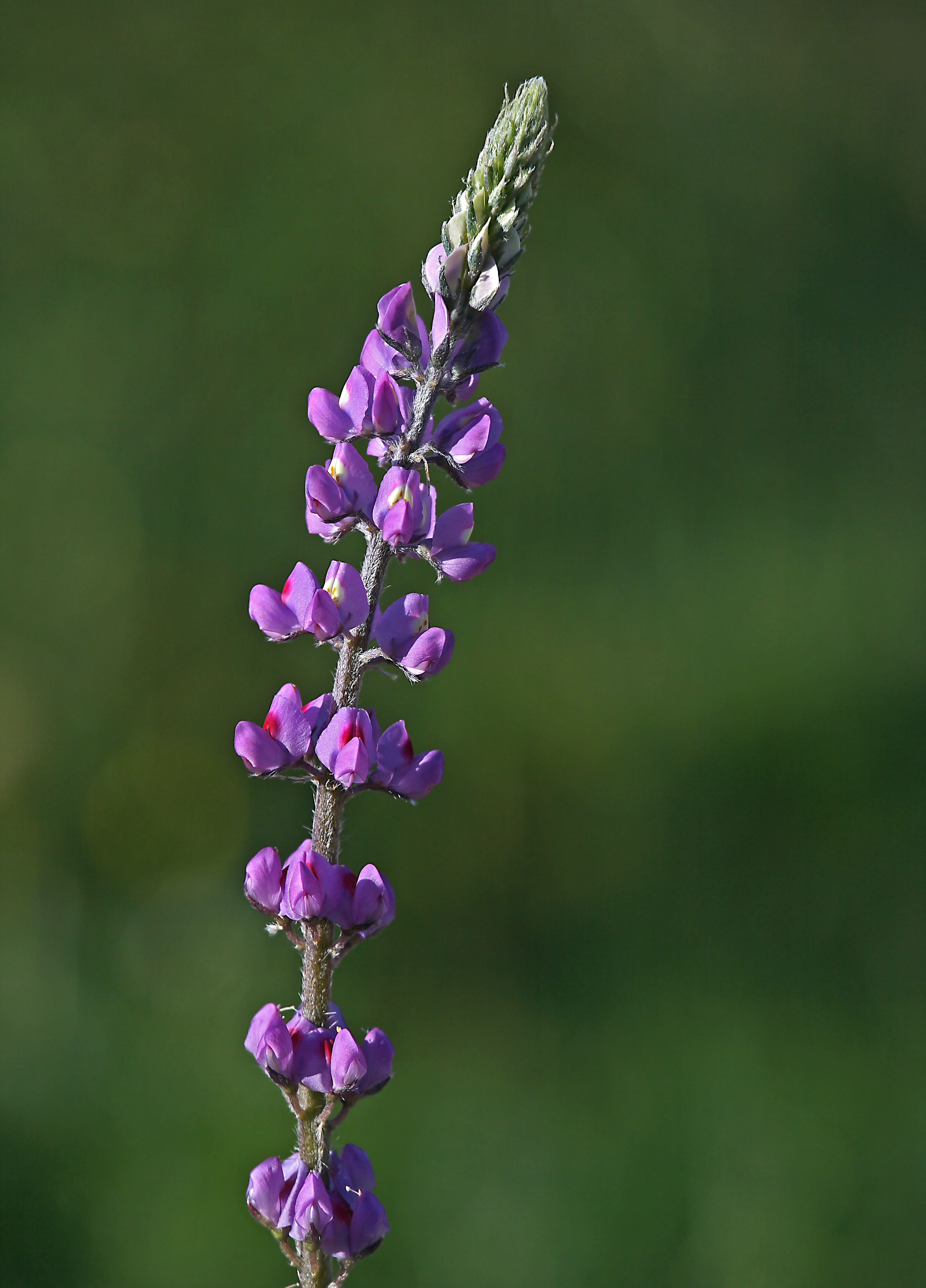
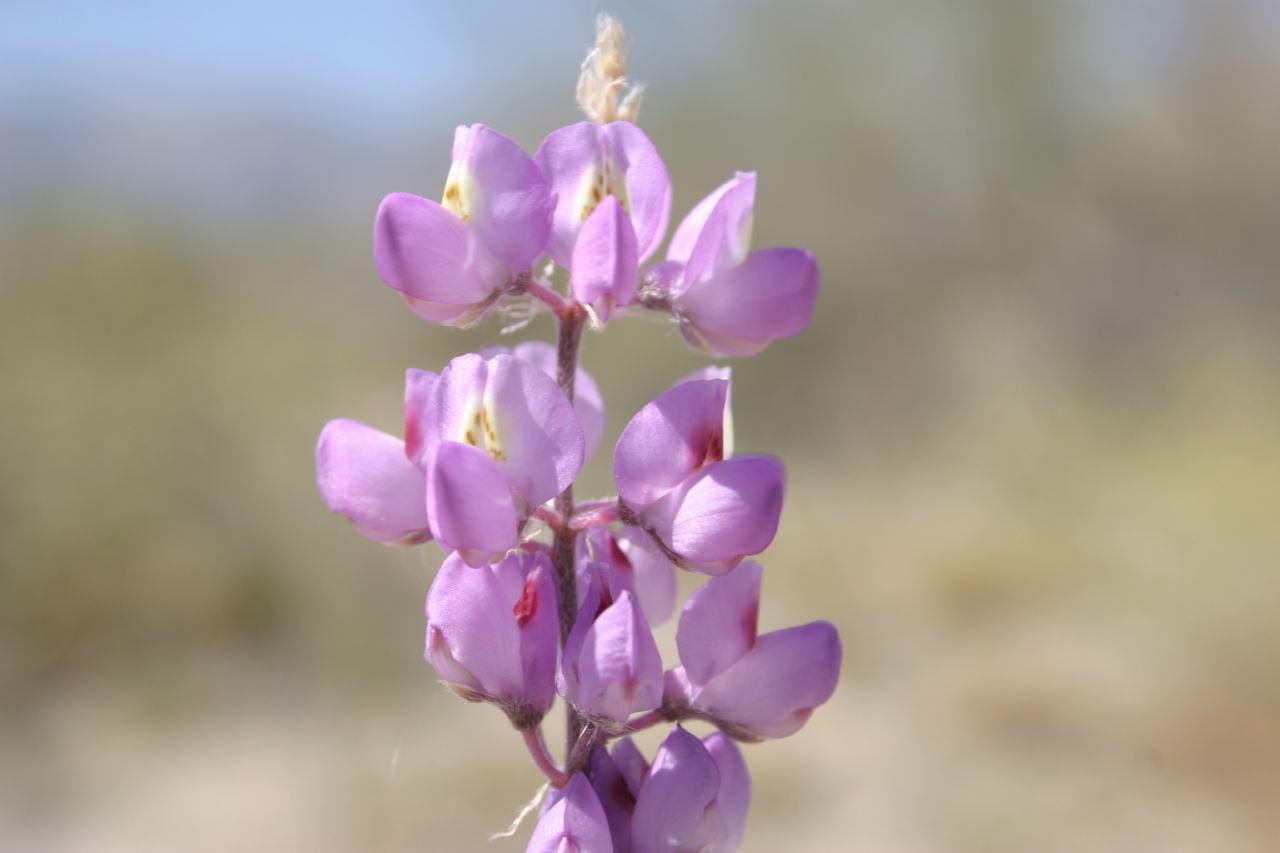
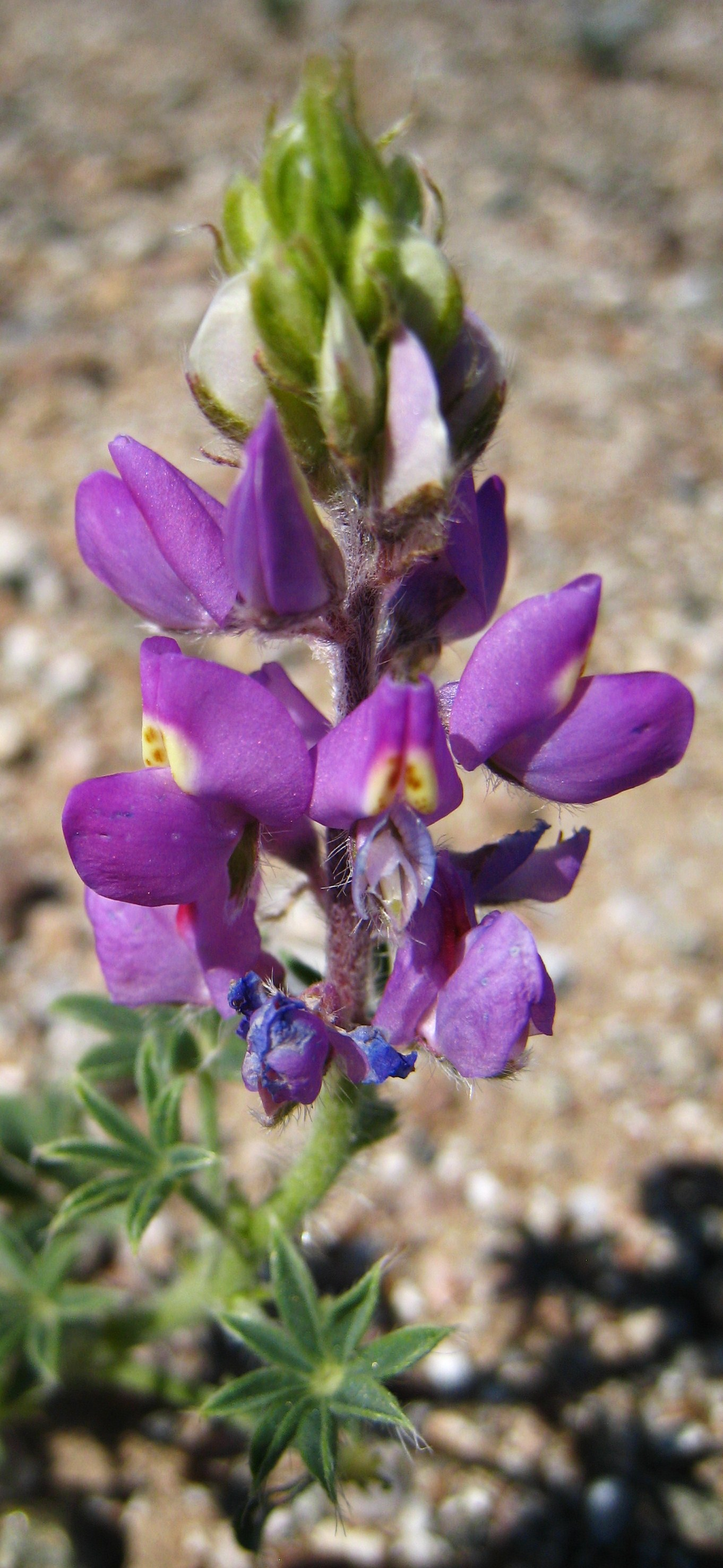
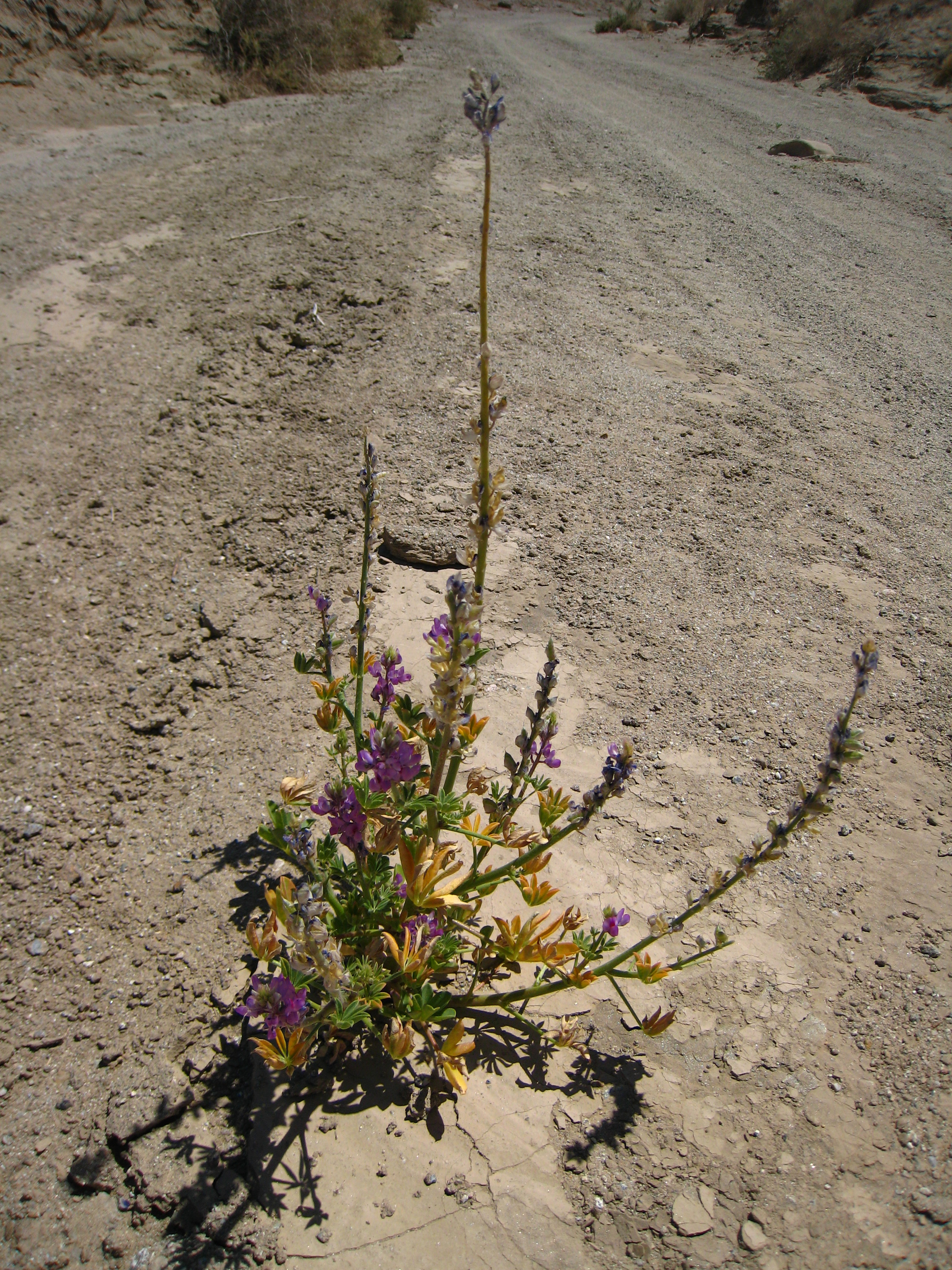